# فارس الخوری
فارس الخوری (عربی: فارس الخوری، زادهٔ ۲۰ نوامبر ۱۸۷۷-مرگ ۲ ژانویه ۱۹۶۲) از تاریخ ۱۴ اکتبر ۱۹۴۴–۱ اکتبر ۱۹۴۵ تصدی نخست‌وزیری سوریه را برعهده داشت. همچنین وی از تاریخ ۳ نوامبر ۱۹۵۴–۱۳ فوریه ۱۹۵۵ نخست‌وزیر بود. فارس الخوری در ۲ ژانویه ۱۹۶۲ در سن ۸۴ سالگی درگذشت.
فارس الخوری یکی از عالمان و رهبر ملی سوری و یکی از بنیانگذاران جمهوری سوریه و رهبران جبهه ملی بود که با قیمومیت فرانسه می‌جنگید.